# Llista de periòdics de l'Azerbaidjan
La següent és un llista de periòdics de l'Azerbaidjan.
A l'Azerbaidjan s'hi publiquen uns tres mil cinc-cents diaris. La gran majoria es publiquen en àzeri. Els cent trenta restants es publiquen en rus (setanta), anglès (cinquanta) i altres idiomes (turc, francès, alemany, àrab, persa, armeni, etc.). A continuació es mostra una llista de diaris publicats a l'Azerbaidjan.

## Publicació periòdica

### Diaris
| Títol                | Publicació | Format    | Fundació | Propietari              | Llengua | Orientació ideològica      |
| -------------------- | ---------- | --------- | -------- | ----------------------- | ------- | -------------------------- |
| Crime and Criminal   | Diària     | Full gran | 2016     | Aqil Yusifov            | Àzeri   | Partit del Nou Azerbaidjan |
| Adalat               | Diària     | Full gran | 1990     | Agil Abbas              | Àzeri   | Centre-dreta               |
| Azadlıq              | Diària     | Full gran | 1989     | Ganimat Zahid           | Àzeri   | Esquerres                  |
| Azərbaycan           | Diària     | Berlinès  | 1918     | Govern de l'Azerbaidjan | Àzeri   | Dretes                     |
| Bakinskiy Rabochiy   | Diària     | Full gran | 1906     | Agabak Asgarov          | Rus     | Centre-dreta               |
| Bizim Yol            | Diària     | Full gran | 2000     | Bahaddin Gaziyev        | Àzeri   | Centre-dreta               |
| Echo                 | Diària     | Full gran | 2001     | Rauf Talishinsky        | Rus     | Liberal                    |
| Ekspress             | Diària     | Full gran | 1995     | Mushfig Safiyev         | Azerí   | Centre-esquerra            |
| Kaspi                | Diària     | Full gran | 1999     | Intellekt               | Àzeri   | Centre-dreta               |
| Khalg Gazeti         | Diària     | Full gran | 1919     | Mahal Ismayilogly       | Àzeri   | Dretes                     |
| Khalg Cebhesi Gazeti | Diària     | Full gran | 2001     | Elchin Mirzabeyli       | Àzeri   | Esquerres                  |
| Respublika           | Diària     | Full gran | 1990     | Govern de l'Azerbaidjan | Àzeri   | Dretes, populista          |
| Sherg                | Diària     | Full gran | 1996     | Akif Ashirli            | Àzeri   | Dretes                     |
| Tezadlar             | Diària     | Full gran | 1993     | Asif Marzili            | Àzeri   | Dretes                     |
| Üç nöqta             | Diària     | Full gran | 1998     | Khoshgadam Hidayatgizy  | Àzeri   | Dretes                     |
| Yeni Musavat         | Diària     | Full gran | 1989     | Rauf Arifoglu           | Àzeri   | Esquerres, populista       |

### Setmanaris
| Títol                 | Publicació | Format   | Fundació | Propietari    | Llengua | Orientació ideològica |
| --------------------- | ---------- | -------- | -------- | ------------- | ------- | --------------------- |
| Azernews              | Diumenges  | Berlinès | 1997     | Fazil Abbasov | Anglès  | Centre-dreta          |
| Nedelya Jivaya Gazeta | Diumenges  | Berlinès | 1997     | Desconegut    | Rus     | Centre-dreta          |

## Periòdics locals
- Lankaran:
  - Lankaran
- Nakhtxivan:
  - Şərq Qapısı
- Shaki:
  - Shaki
  - Shakinin Sasi
- Sumqayit:
  - 365 Gün

## Periòdics especialitzats

### Esport
- Futbol+ – periòdic diari que resumeix les notícies futbolístiques del dia.

### Miscel·lània
- Ədəbiyyat qəzeti – periòdic literari mensual.
- Qoroskop – periòdic mensual adreçat a seguidors de l'horòscop.
- Tumurcuq – periòdic mensual per a nens.

## Periòdics gratuïts a centres urbans
- Birja – periòdic gratuït setmanal d'anuncis classificats.

## Periòdics desapareguts
- Akinchi (1875–1877) - setmanal
- Bauer und Arbeiter (1924) - setmanal
- Çeşmə (1991–1995) - diari
- Dövran (1997–2000) - setmanal
- Gündəlik Azərbaycan (2005–2007) - diari
- Istiglal (1932–1934) - setmanal
- Komanda (2008–2014) – periòdic diari sobre les notícies de futbol
- Lenins Weg (1932–1936) - setmanal
- Müxalifət (1991–2007) - diari
- Zerkalo (1990–2014) - diari